# Erannis onytaria
Erannis onytaria är en fjärilsart som beskrevs av Achille Guenée 1857. Erannis onytaria ingår i släktet Erannis och familjen mätare. Inga underarter finns listade i Catalogue of Life.